# Attack on Cloudbase
"Attack on Cloudbase" is de 31e aflevering van de televisieserie Captain Scarlet and the Mysterons, een sciencefictionserie waarin gebruikgemaakt wordt van de poppenspeltechniek supermarionation. De aflevering werd voor het eerst uitgezonden op ATV Midlands in Engeland op 7 mei 1968. Qua productievolgorde was het echter de 30e aflevering.

## Verhaal
Terwijl ze op patrouille is boven de woestijn hoort Symphony Angel een vreemd geluid, waarna de achterkant van haar jet opeens ontploft. Ze is gedwongen haar schietstoel te gebruiken. Ze ziet nog net haar vliegtuig neerstorten voordat ze flauwvalt van de hitte. Ondertussen waarschuwen de Mysterons dat Cloudbase verwoest zal worden.
Destiny Angel wordt gestuurd om Symphony te zoeken, maar Colonel Whites beslissing haar terug te laten keren zodat ze Cloudbase kan verdedigen veroorzaakt een woordenwisseling tussen hem en Captain Blue. Blue geeft hierbij eindelijk toe dat hij een oogje heeft op Symphony. White weigert hem deel te laten nemen aan de zoektocht op de grond, en verklaart dat elk toestel dat Cloudbase nadert zal worden vernietigd.
Al het Cloudbasepersoneel wordt in hoogste staat van paraatheid gebracht. Alles is rustig tot middernacht. Captain Magenta ontdekt drie voertuigen op zijn radar. Rhapsody Angel wordt gelanceerd om de zaak te onderzoeken, en ontdekt een groen discusvormig ruimteschip. Ze krijgt van Colonel White het bevel meteen terug te keren naar Cloudbase, maar dan weerklinkt weer het vreemde geluid en Rhapsody’s jet ontploft. White concludeert dat de Mysterons naar de Aarde zijn gekomen om persoonlijk hun aangekondigde aanslag uit te voeren.
Tijdens een noodvergadering maakt de kolonel bekend dat de Cloudbase nu boven de Himalaya hangt om burgerslachtoffers te voorkomen gedurende de onafwendbare aanval. Terwijl de nacht valt in de woestijn en Symphony nog altijd bewusteloos is, detecteert men in Cloudbase nog meer vreemde signalen. Captain Scarlet biedt aan om Destiny te vervangen bij het onderzoek, maar zijn jet wordt ook geraakt door de Mysterons en hij maakt een noodlanding op Cloudbase. Terwijl Captain Blue hem uit het wrak probeert te bevrijden, verschijnen er ontelbaar meer vliegende schotels die allemaal het vuur openen op Cloudbase. Dr. Fawn wordt getroffen en sterft. Zijn assistent informeert Blue dat Scarlet eveneens is gestorven, en dit keer dusdanig dat zelfs zijn retrometabolisatiekrachten hem niet meer tot leven kunnen brengen.
De aanval van de Mysterons duurt voort totdat alleen Colonel White, Captain Blue en Lieutenant Green nog in leven zijn. Terwijl de zwaar gehavende Cloudbase neerstort, wordt Green gedood door een schot van de Mysterons en breekt Blue zijn arm. White besluit met zijn basis ten onder te gaan, en informeert het Spectrum hoofdkwartier in Londen dat de basis over 1 minuut neer zal storten.
Terwijl het geluid van een explosie klinkt, kan men Symphony’s stem horen schreeuwen. Ze roept Captain Blue met zijn echte naam, Adam. Dan wordt ze wakker in de woestijn en ziet hem, samen met Scarlet. Terug in Cloudbase accepteert ze dat de aanval slechts een nachtmerrie was.

## Rolverdeling
- Captain Scarlet — Francis Matthews
- Captain Blue — Ed Bishop
- Colonel White — Donald Gray
- Lieutenant Green — Cy Grant
- Captain Magenta — Gary Files
- Destiny Angel — Liz Morgan
- Symphony Angel — Janna Hill
- Rhapsody Angel — Liz Morgan
- Stem van de Mysterons — Donald Gray

## Fouten
- Er werd niet onthuld waarom Symphony’s jet neerstortte.

## Trivia
- De Mysterons dreigen al eerder om Cloudbase te verwoesten, namelijk in "Dangerous Rendezvous". Daarmee is dit de eerste aflevering waarin de Mysterons een oude, mislukte aanslag opnieuw uit proberen te voeren.
- Barry Gray werd gevraagd om speciaal voor deze aflevering muziek te componeren omdat Gerry Anderson vond dat geen van de bestaande muziek geschikt genoeg was.
- Er werden voor de scènes in de lucht alleen UFO-modellen gebruikt voor op de voorgrond. Kleine lampen werden gebruikt om te suggereren dat er zich UFO’s op de achtergrond bevonden.
- In zekere zin slagen de Mysterons in deze aflevering in het voltooien van drie oude, mislukte aanslagen, namelijk de vernietiging van Cloudbase ("Dangerous Rendezvous"), de dood van de Spectrum Angels ("Seek and Destroy") en de dood van Colonel White ("White as Snow").
- Oorspronkelijk zou Captain Magenta’s rol in deze aflevering worden overgenomen door een nieuw personage, Lieutenant Sienna. De producenten besloten echter dat het geen zin had om bijna op het eind van de serie nog eens nieuwe personages te gaan introduceren.